# Therobia albifacies
Therobia albifacies là một loài ruồi trong họ Tachinidae.